# Lerep
Lerep is een bestuurslaag in het regentschap Semarang van de provincie Midden-Java, Indonesië. Lerep telt 9937 inwoners (volkstelling 2010).